# قلب مستو

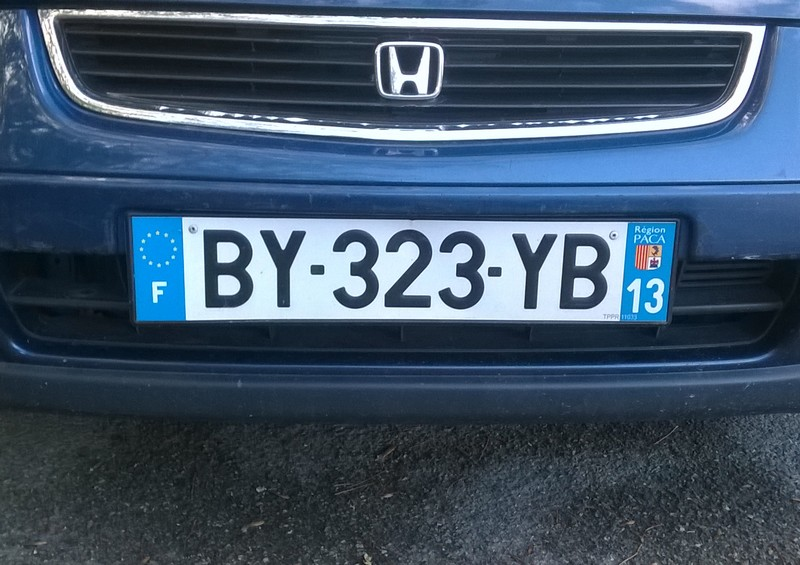
لوحة سيارة بها سياق متناظر

القلب المستوي أو القلب الكامل أو المعكوس أو الجناس العكسي أو سياق متناظر ، هو أن الكلمة أو الجملة تقرأ من اليمين إلى اليسار أو بالعكس لا يختلف لفظها أو معناها، فتكون كتابتها، دون مراعاة الحركات والفواصل بين المفردات. وبطلق عليه أيضاً ما لا يستحيل بالانعكاس .
وبالانجليزية تسمى Palindrome .

## أمثلة
- كُلٌّ فِي فَلَكٍ (سورة الأنبياء، 33)
- رَبَّكَ فَكَبِّرۡ (سورة المدثر، 3)

أمثلة من الشعر:
- سِرْ فَلَا كَبَا بِكَ ٱلْفَرَس
- دَامَ عَلَاءُ ٱلْعِمَاد
- مَوَدَّتُهُ تَدُومُ لِكُلِّ هَوْلٍ - وَهَلْ كُلٌّ مَوَدَّتُهُ تَدُومُ

أمثلة أخرى:
- بلح تعلق تحت قلعة حلب
- سيف نفيس

- عقرب تحت برقع
- بكر معلق بقلع مركب
- حوت فمه مفتوح
- سابع يحي عباس
- طبخ رفيقي فرخ بط